# International University in Germany
Die International University in Germany war eine private, staatlich anerkannte deutsche Hochschule in Bruchsal, die 1998 gegründet und 2009 wieder aufgelöst wurde. Die Hochschule bot wirtschaftswissenschaftliche und informationstechnische Bachelor- und Master-Studiengänge an.

## Geschichte
Auf Initiative des Landes Baden-Württemberg und einer Reihe regional ansässiger Unternehmen wie SAP, Klaus Tschira Stiftung, Alcatel/SEL, Bosch, Deutsche Telekom, Hewlett-Packard, IBM wurde 1998 die IU mit 10 Millionen Mark vom Land gegründet, ohne jedoch den Gesellschaftern anzugehören. Gesellschafter der gemeinnützigen GmbH waren die Industrie- und Handelskammer Region Stuttgart mit 60 Prozent des Stammkapitals sowie die Präsidentin Heide Ziegler und Andreas Reuter mit jeweils 20 Prozent.
Im Herbsttrimester 1998 wurde in einer umgebauten ehemaligen Kaserne auf einem Gelände von 7,5 Hektar, die in der Anfangsphase mietfrei von der Kommune zur Verfügung gestellt wurde, mit dreißig Studenten der Lehrbetrieb aufgenommen. Die ersten Absolventen erhielten im Juli 2000 ihr Zeugnis.
Nach längeren Finanzierungsschwierigkeiten wurde 2006 die Übernahme durch die staatliche Universität Karlsruhe erwogen. Eine neue Leitung wurde eingesetzt. Damit investierte das Land Baden-Württemberg nach Unterbrechungen insgesamt 5,1 Millionen Euro. Am 27. Juni 2007 übernahm die erst 2005 gegründete Hamburger Beteiligungsgesellschaft Educationtrend AG die gesamten Gesellschaftsanteile der Privatuniversität. Die Educationtrend GmbH gehört zu 100 % der Aton GmbH, einer Gründung von Lutz Helmig, dem ehemaligen Hauptgesellschafter der Helios Kliniken.
Das Land Baden-Württemberg hatte die Frist zur Stellung des obligatorischen Antrages auf Akkreditierung der Hochschule beim Wissenschaftsrat zuletzt auf spätestens 2011 festgelegt. Eine erfolgreiche Akkreditierung ist für das Land eine Voraussetzung für ein selbständiges Promotionsrecht.
Im Jahr 2009 gelang es der Hochschule nicht mehr, die Finanzierung für die Fortführung über das Jahr hinaus zu sichern, der Gesellschafter Educationstrend GmbH war nicht länger bereit, die Verluste auszugleichen. Am 22. Juli 2009 wurde deshalb beschlossen, den Lehrbetrieb zum Ende des Jahres 2009 einzustellen. Die über den 31. August 2009 hinaus immatrikulierten Studierenden setzen ihr Studium an anderen Hochschulen fort.